# Río Hutt
El río Hutt (en maorí Te Awakairangi, Te Wai o Orutu o Heretaunga) fluye por el sur de la Isla Norte de Nueva Zelanda. Corre de sur a oeste desde las colinas Tararua más meridionales a lo largo de 55 km, formando varias fértiles llanuras aluviales, entre las que están Kaitoke, la parte central de Upper Hutt y Lower Hutt.
El nombre del río recuerda a Sir William Hutt, directivo de la New Zealand Company. Uno de los nombres en maorí del río era Heretaunga, que también es el de un suburbio y un instituto de secundaria de Upper Hutt.

## Curso del río
Las fuentes del río en el monte Aston (1376 m), una de las elevaciones de las colinas Tararua, dentro del Parque Regional Kaitoke, están acotadas para preservar la calidad del agua potable que se toma en Kaitoke para abastecer al área metropolitana de Wellington. Por debajo de Kaitoke está el cañón de Kaitoke, un popular descenso para el rafting. Más abajo está Te Marua, donde el río Mangaroa se une al Hutt por el este. Aún más abajo, justo aguas arriba de la llanura de Upper Hutt, el río Akatarawa desemboca en el Hutt por el oeste. La llanura de Upper Hutt alberga la mayor parte del núcleo de la ciudad de Upper Hutt. En este punto, el río empieza a discurrir a lo largo de una falla geológica prácticamente rectilínea. En el extremo inferior de la llanura de Upper Hutt está el cañón de Taita, que separa Upper Hutt de Lower Hutt. Este cañón es más corto y significativamente menos constreñido que el de Kaitoke. La desembocadura del río, en Petone, está en el puerto de Wellington. La falla que sigue el curso del río aún continúa hacia el mar por un borde del puerto.
A lo largo de la mayor parte de su longitud, el Hutt es un río somero y dividido ocasionalmente en varios brazos en un amplio cauce pedregoso, pero en el cañón de Kaitoke el río fluye directamente sobre roca, y según se aproxima a su desembocadura en Petone el río es más estrecho y las riberas más pendientes. Las áreas más pobladas de Upper Hutt y Lower Hutt están protegidas de las inundaciones mediante diques y plantaciones de sauces, según es común en Nueva Zelanda. Las inundaciones regulares de la llanura de Lower Hutt logran una tierra de gran fertilidad, y antes de la edificación de viviendas de protección por el Gobierno Laborista de 1937, había muchos huertos en la zona. El Hutt se ha desplazado significativamente de su curso desde el asentamiento de los europeos, a causa de un gran terremoto producido en 1855, que elevó el cauce.

## Afluentes
Sus principales tributarios son los ríos Akatarawa (116 km² de cuenca), Mangaroa (104 km²), Pakuratahi (81 km²) y Whakatiki (82 km²).

## Riberas y usos
La carretera Nacional Dos sigue el curso del río durante la mayor parte de su longitud, exceptuando el cañón de Kaitoke y el torrente de su nacimiento, antes de cruzar las colinas Rimutaka hacia el Wairarapa. En el río hay una buena cantidad de truchas, y puede ser recorrido a pie o en bicicleta desde Upper Hutt a Petone por pistas en ambas márgenes, aunque la de la orilla este es más accesible.